# Aladin Music Hall

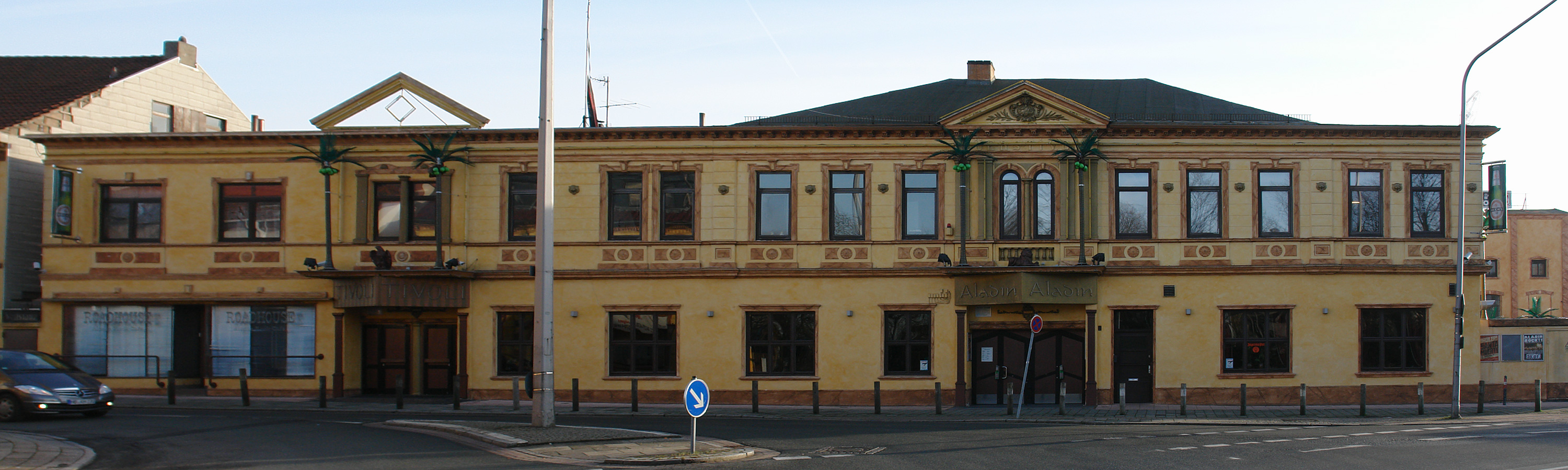
Tivoli und Aladin (2012)

Die Aladin Music Hall (oft nur kurz Aladin) ist eine 1977 im Bremer Stadtteil Hemelingen gegründete Diskothek. Seit 1991 bildet sie zusammen mit dem danebenliegenden Tivoli ein Veranstaltungszentrum mit 2.500 Quadratmeter Veranstaltungsfläche. Das Aladin gilt inzwischen als eine der bekanntesten Veranstaltungsstätten in der Region und ist fester Bestandteil der Bremer Musikszene und des kulturellen Lebens in Bremen.

## Geschichte
Das 1890/91 auf dem Gelände des heutigen Aladin gebaute Gasthaus Lüers Tivoli befand sich direkt an der Grenze zwischen dem Gebiet des Landes Bremen und des Landes Preußen, denn Hemelingen wurde erst 1939 ein Teil des Landes Bremen. Wegen des unmittelbar benachbarten Schlagbaumes gründete dort noch auf preußischem Boden Hinrich Luers das Gasthaus, welches sich großer Beliebtheit erfreute und daher stetig ausgebaut werden konnte. Sein Unternehmen umfasste schließlich eine Gastronomie, einen Ballsaal und eine eigene Turnhalle. In den 1920er Jahren wurde dann ein Kino errichtet, in dessen ehemaligen Räumlichkeiten sich die heutige Aladin Music Hall befindet. Nachdem sich das Fernsehen durchgesetzt hatte, musste 1975 die Schwiegerenkelin von Hinrich Luers den Betrieb des Kinos und der anderen Unternehmungen einstellen.

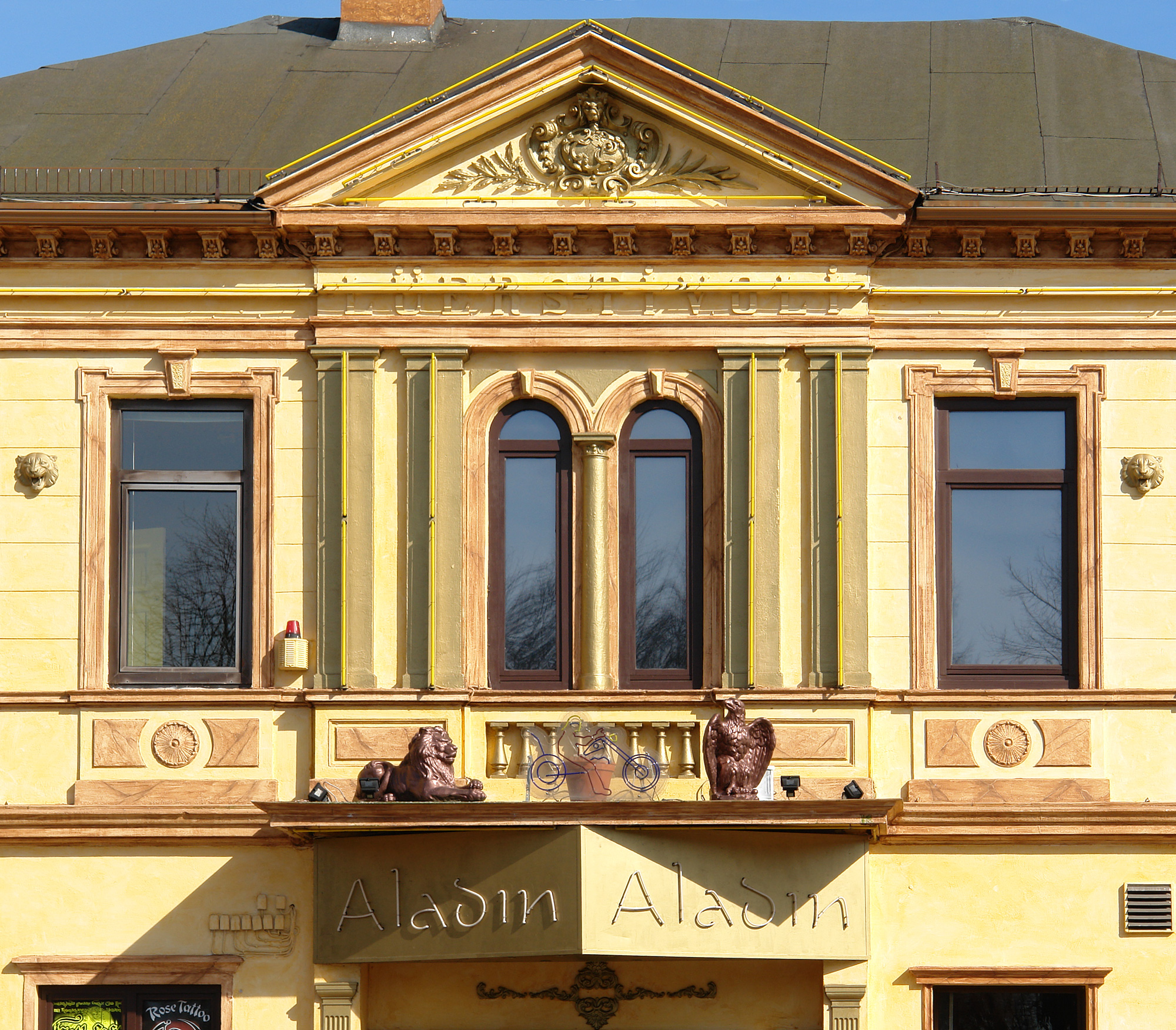
Aladin (2007)

Nachdem 1973 der Diskothekbetreiber Bernhard „Natz“ Linnenbaum im westfälischen Rheine-Mesum mit der Diskothek Albatros einigen Erfolg gehabt hatte, suchte er Möglichkeiten in größeren Städten. 1977 pachtete er von Magda Luers die Räume der ehemaligen Gastronomie und des Kinos in Bremen-Hemelingen und eröffnete dort das Aladin. Die von „Natz“ Linnenbaum in den historischen Räumlichkeiten fortlaufend weiter ausgebaute Großdiskothek mit ihrem einzigartigen, unverwechselbaren Interieur wurde bald in Bremen und der Region bekannt. Musikalische Schwerpunkte sind bis heute Rock und Jazz. Erster DJ des Aladin war 1977 der Musiker Norbert Krüler, der zuvor bereits beim Albatros mitgewirkt hatte und der fortan jahrzehntelang bis 2009 im Aladin als DJ auflegte. Er sorgte für den typischen Sound, der das Aladin prägte und der verschiedenste musikalische Genres umfasste – von Funk und Soul über Pop und Hard Rock bis zur elektronischen Musik. In den 1980er Jahren kam Krülers eigene Shamall-Musik der Stilrichtung Progressive Rock hinzu.
Neben dem üblichen Diskothekbetrieb wurde seit der Gründung auch Musikern aller Musikrichtungen die Möglichkeit geboten, live aufzutreten. 1991 übernahm Linnenbaum auch die übrigen Räumlichkeiten des Komplexes. Unmittelbar neben dem bisherigen Aladin wurde in dem ehemaligen Ballsaal das Lüers Tivoli eingerichtet.
Seit Anfang der 2000er Jahre wurden auch Motto-Partys veranstaltet. Hierzu gehören die Hardrock-Nacht, der Titty-Twister-Club oder Ü-30- und Ü-40-Partys. Während das eigentliche Aladin eher die typischen Bereiche des Rock abdeckt, werden im Tivoli die unterschiedlichsten Stilrichtungen angeboten, von Techno, Jungle, Drum and Bass bis zu Elektro und Future Pop in der monatlich stattfindenden sogenannten Rabenschwarzen Nacht. Neben dem Aladin und dem Tivoli besteht mit dem Party-Point noch die Möglichkeit, Räumlichkeiten für private Feierlichkeiten anzumieten.
Inzwischen spielten viele Weltstars auf der Bühne der Aladin Music Hall. Zudem wurden zahlreiche Konzerte im Rundfunk und Fernsehen übertragen. Von 1998 bis 2002 wurde regelmäßig aus dem Aladin das Festival des Deutschen Schlagers durch die ARD bundesweit sowie bis nach Österreich und in die Schweiz ausgestrahlt. 2005 feierte Bremen Eins dort „40 Jahre Beat-Club“ mit den Scorpions, James Blunt und vielen weiteren Musikern.
2011 verkaufte Linnenbaum im Alter von 59 Jahren das Aladin und ging in den Ruhestand. Seitheriger Betreiber ist die ElWeGe GmbH, bestehend aus Elisabeth Gerdes als Geschäftsführerin und ihrem Ehemann Werner. 2018 beschäftigte das Unternehmen 70 Voll- und Teilzeitkräfte. Im November 2018 meldete die Betreiberfirma Insolvenz an, wobei der Diskothekbetrieb vorerst weiterging.
Aktuell firmiert die Betreibergesellschaft mit Werner Gerdes als Geschäftsführer unter „UNICO GmbH“. 
Insgesamt traten im Aladin und dem zugehörigen Tivoli in der über vierzigjährigen Geschichte bis 2018 mehr als 1.500 Künstler und Bands in über 2.500 Konzerten auf. Zuletzt wurden etwa 120.000 Besucher pro Jahr verzeichnet. Das Aladin und das zugehörige Tivoli bieten insgesamt fünf Tanzflächen und 13 Bars auf einer Veranstaltungsfläche von bis zu 2.500 Quadratmetern.

## Aufgetretene Künstler und Bands (Auswahl)

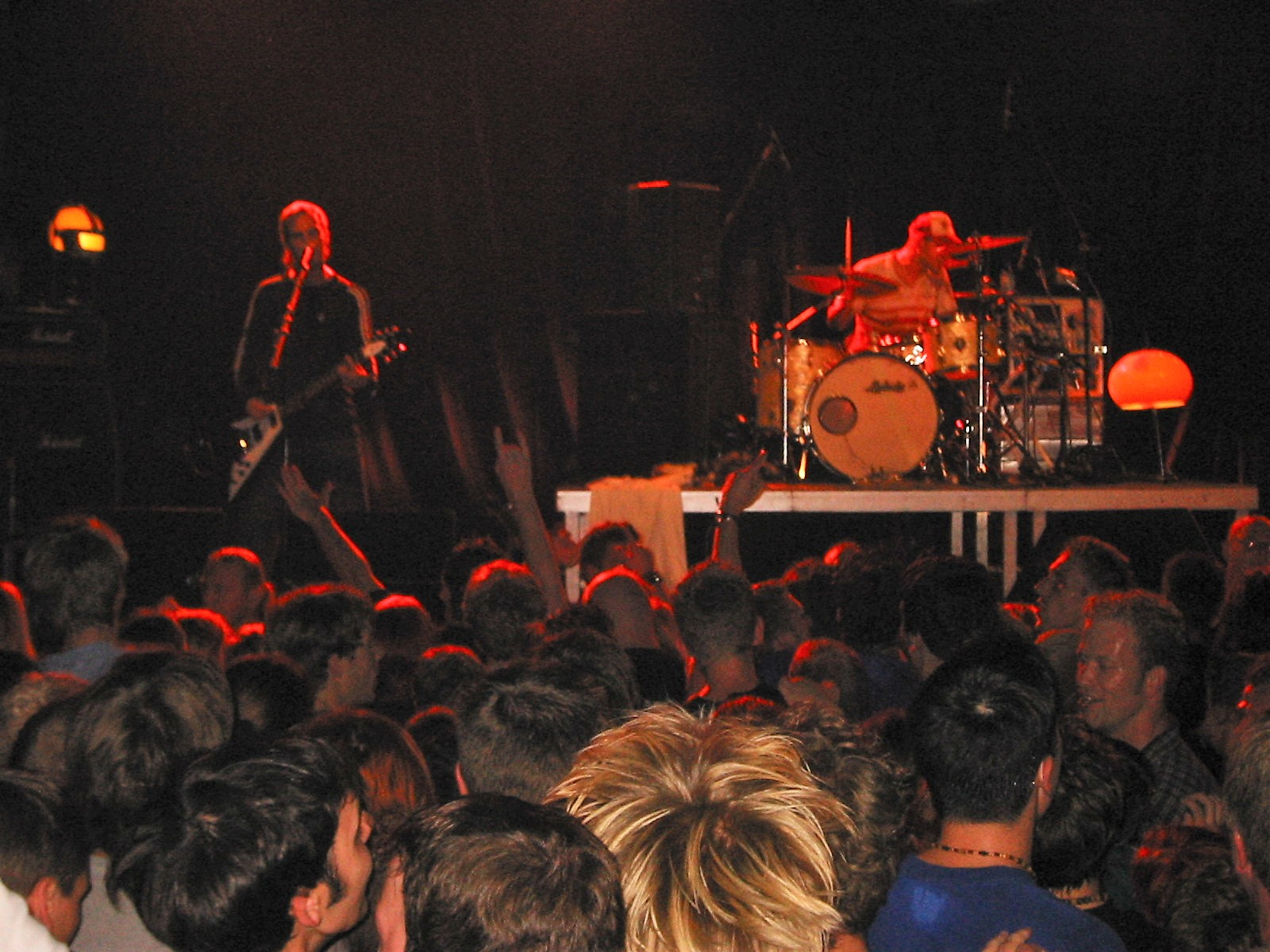
Sportfreunde Stiller live im Aladin (2002)

Accept, Avantasia, Bad Religion, Black Sabbath, Bob Geldof, Bonnie Tyler, Böhse Onkelz, Bring Me the Horizon, Cinderella, Dan Reed Network, Deicide, DAF, Die Ärzte, Die Fantastischen Vier, David Lee Roth, Dick Brave & The Backbeats, Doro, Die Prinzen, Dimple Minds, Disturbed, Einstürzende Neubauten, Extrabreit, Fettes Brot, Fury in the Slaughterhouse, Gentleman, Gebrüder Blattschuß, Gianna Nannini, Gotthard, Hämatom, Hammerfall, Heinz-Rudolf Kunze, Helloween, Ideal, Iggy Pop, Insisters, Iron Maiden, J.B.O., Jerry Lee Lewis, Joachim Witt, Johnny Winter, Johnny Cash, Karat, Kärbholz, Kingdom Come, Leningrad Cowboys, Lord of the Lost, Marillion, Metallica, Motörhead, Nazareth, Nektar, Nevermore, New Model Army, Nina Hagen, Nirvana, Oomph!, Opus, Passport, Phillip Boa and the Voodooclub, The Mission, The Police, Porcupine Tree, Puhdys, Reamonn, Rio Reiser, Rödelheim Hartreim Projekt, Run DMC, Saltatio Mortis, Saxon, Schroeder Roadshow, Silbermond, Simple Minds, Spider Murphy Gang, Spliff, Sportfreunde Stiller, Sting, Streetmark, Subway to Sally, The Bates, The Pogues, Ton Steine Scherben, Torfrock, Uriah Heep, Van Halen, Warlock, Westbam, Whitesnake, Wir sind Helden, Xavier Naidoo und The Wombats.

## Trivia
Bereits Ende der 1970er Jahre bekam das Aladin den Spitznamen „Dröhn“, da es damals noch kaum Diskotheken mit einer derart starken Lautsprecheranlage gab und zudem dort viel Rock-Musik gespielt wurde. Stammgäste, die teils schon zwei oder drei Jahrzehnte zu Gast sind, nennen es heute noch so. Unter dem Motto „Dröhn-Nacht“ werden musikalische Zeitreisen in die 70er und 80er Jahre angeboten.
Anfangs gab es im Aladin keinen ausgeprägten Backstage-Bereich und nur wenige Künstlergarderoben, so dass sich die Künstler zwischen Stellwänden umziehen mussten – was aber für die meisten kein Problem war. Zusammen mit der besonderen Aura der traditionsreichen Veranstaltungsstätte trug dies zum besonderen Ruf der späteren „Kult-Disco“ bei.